# Московсько-Берестейська залізниця

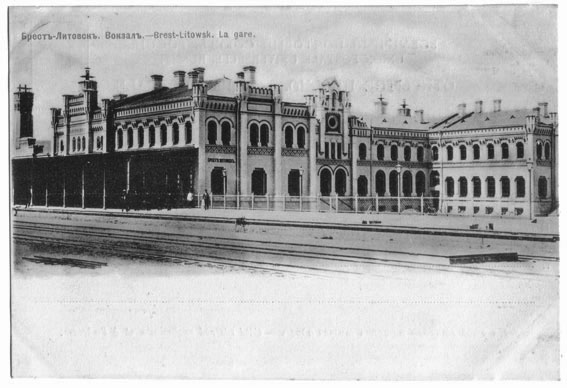
Вокзал у Бересті

Московсько-Берестейська залізниця (Московсько-Брестська) — історична залізниця довжиною 1100 км, яка проходила Московською, Смоленською, Могильовською, Мінською та Гродненською губерніями імперії. Зведена приватною компанією у 1869—1871 роках.
Вводилась до експлуатації окремими ділянками: Москва — Смоленськ (391 верста, вересень 1870); Смоленськ — Мінськ — Берестя (636 верст, листопад 1871). До сталої експлуатації здана 29 листопада 1871 року.

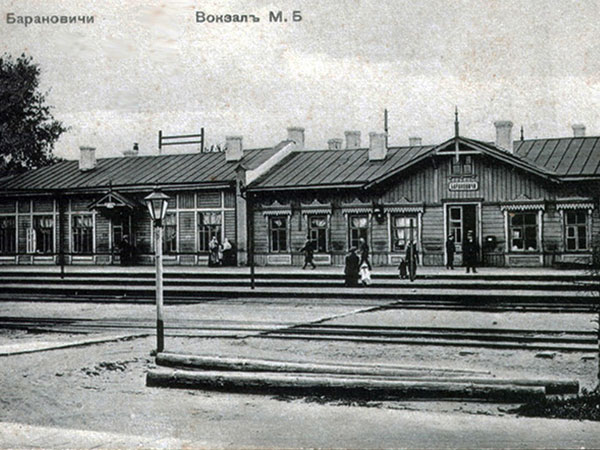
Вокзал М-Б залізниці у місті Барановичі

Магістраль перехрещується зі залізницями: Петербургско-Одеською (у Орші), Лібаво-Роменською (у Мінську), Києво-Берестейською (у Бересті), Віленсько-Ковенською та гілкою Вільно-Рівненського напрямку Поліських залізниць (у Барановичах).
Найбільші залізничні вузли Орша-Центральна, Мінськ, Барановичі, Берестя; головні майстерні у Москві та Мінську.

## Історія

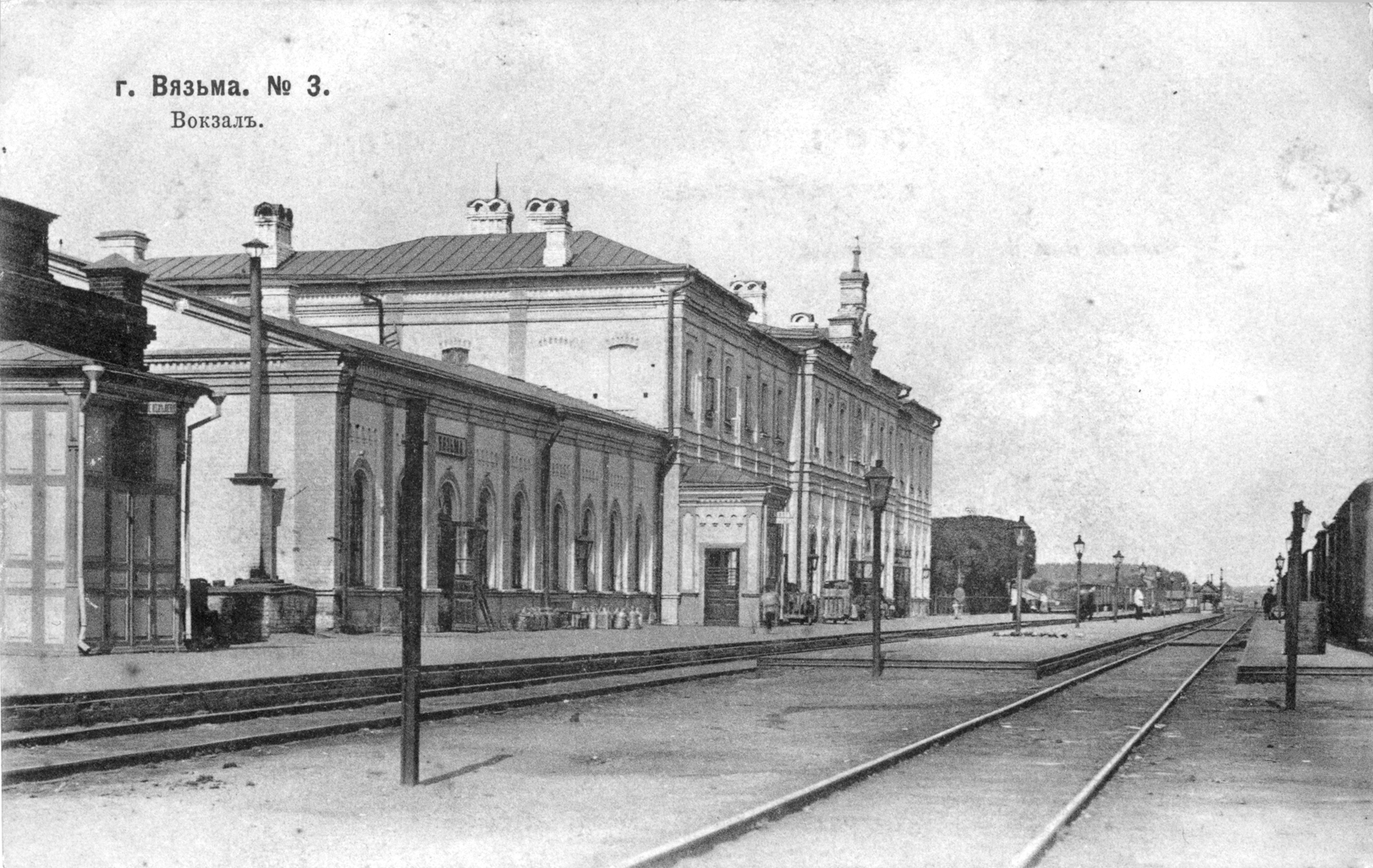
Вокзал станції Вязьма

15 грудня 1868 року концесія на будівництво Московсько-Смоленської залізниці була затвержена російським імператором Олександром II. Засновниками акціонерного товариства стали «Ризький торговий дім А. Шепелер і К°» та «Банкирський будинок братів Зульцбах» у Франкфурті-на-Майні.
Будівництво почалося навесні 1869 року зі спорудження Білоруського (нині — Смоленського) вокзалу у Тверської застави Москви.
Магістраль будувалася одночасно від Смоленська та від Москви. 9 серпня 1870 року перші робочі поїзди пройшли від Смоленська до Гжатська, на московській ділянці шлях був готовий до станції Бородіно.
19 вересня 1870 року відбулося урочисте відкриття залізниці. 20 вересня 1870 року розпочався пасажирський та вантажний рух від Москви до Смоленська.
У 1870—1871 роках була побудована Смоленсько-Берестейська залізниця, а 16 листопада 1871 року цією залізницею відкрито рух поїздів.

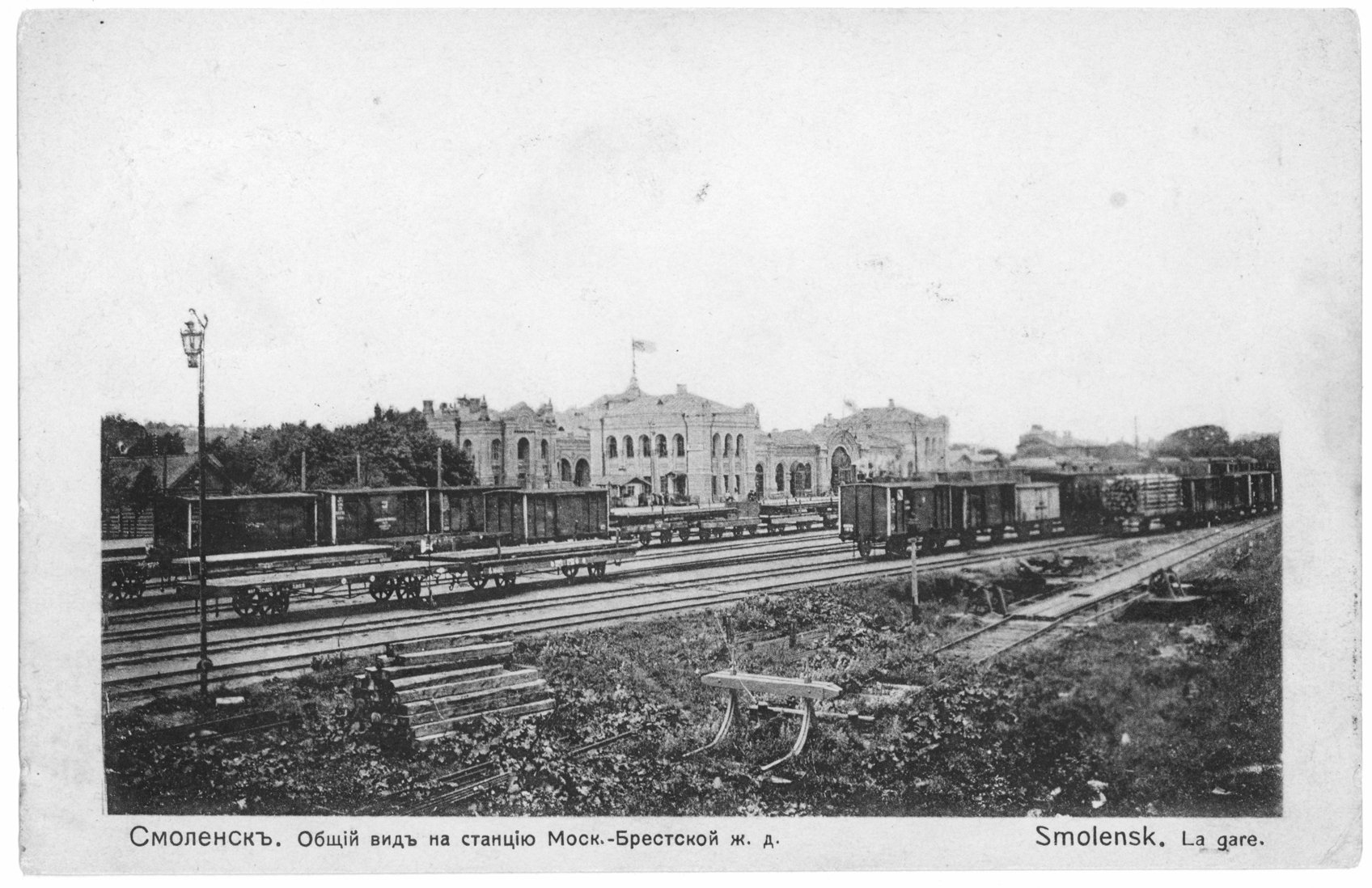
Загальний вигляд на станцію Смоленськ-Центральний Московсько-Берестейської залізниці

Обидві магістралі злилися в одну і залізниця отримала назву Московсько-Берестейська залізниця. На шляхах побудовано 698 штучних споруд, у тому числі 135 металевих мостів.

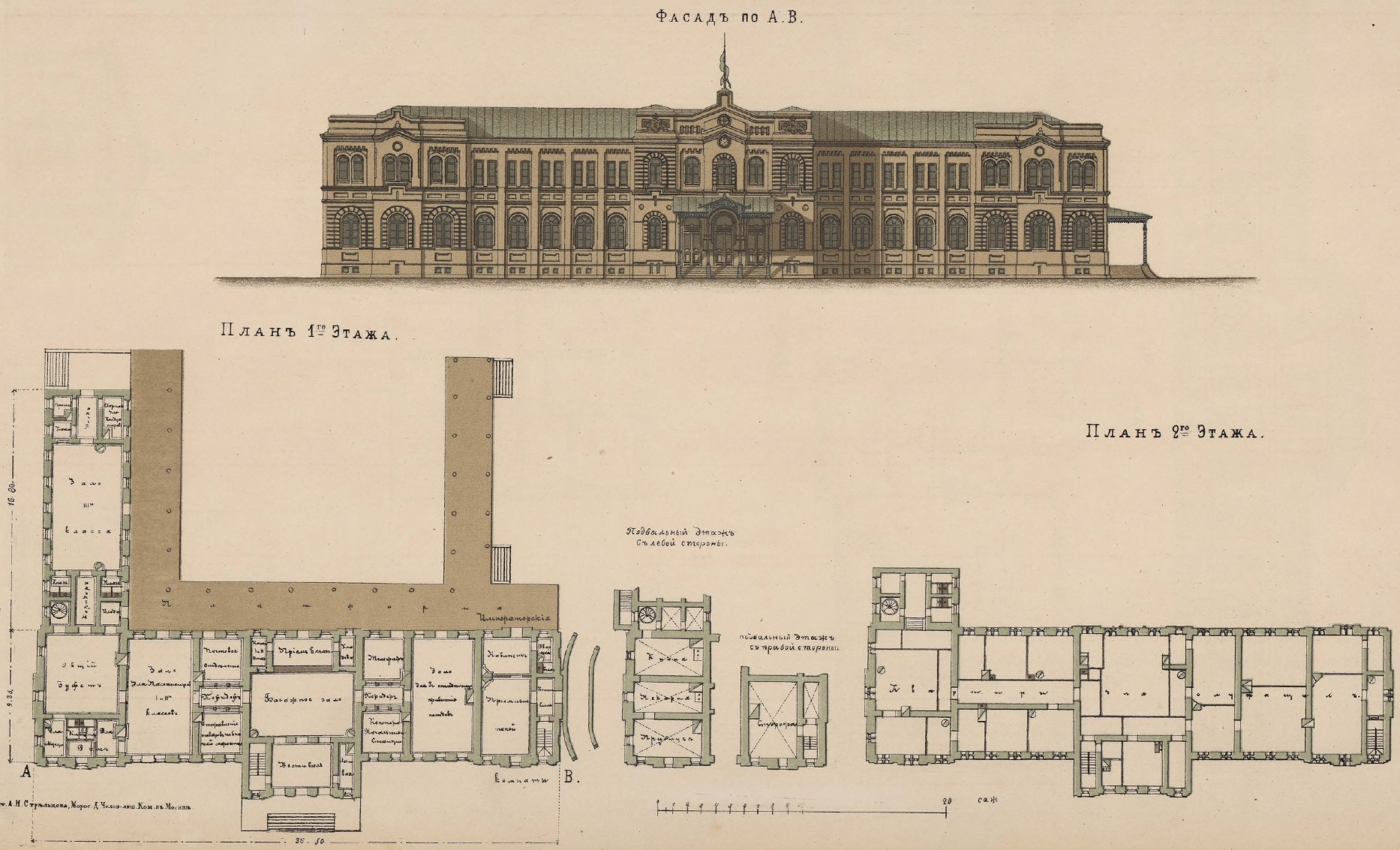
План-креслення 1872 року Берестейського вокзалу у Москві

Впродовж 1877—1879 років прокладена друга колія на ділянці від Москви до Кубинки, і від Смоленська до Берестя. Згодом, 1891—1892 роках, другі колії з'явилися на ділянці від Кубинки до Смоленська.

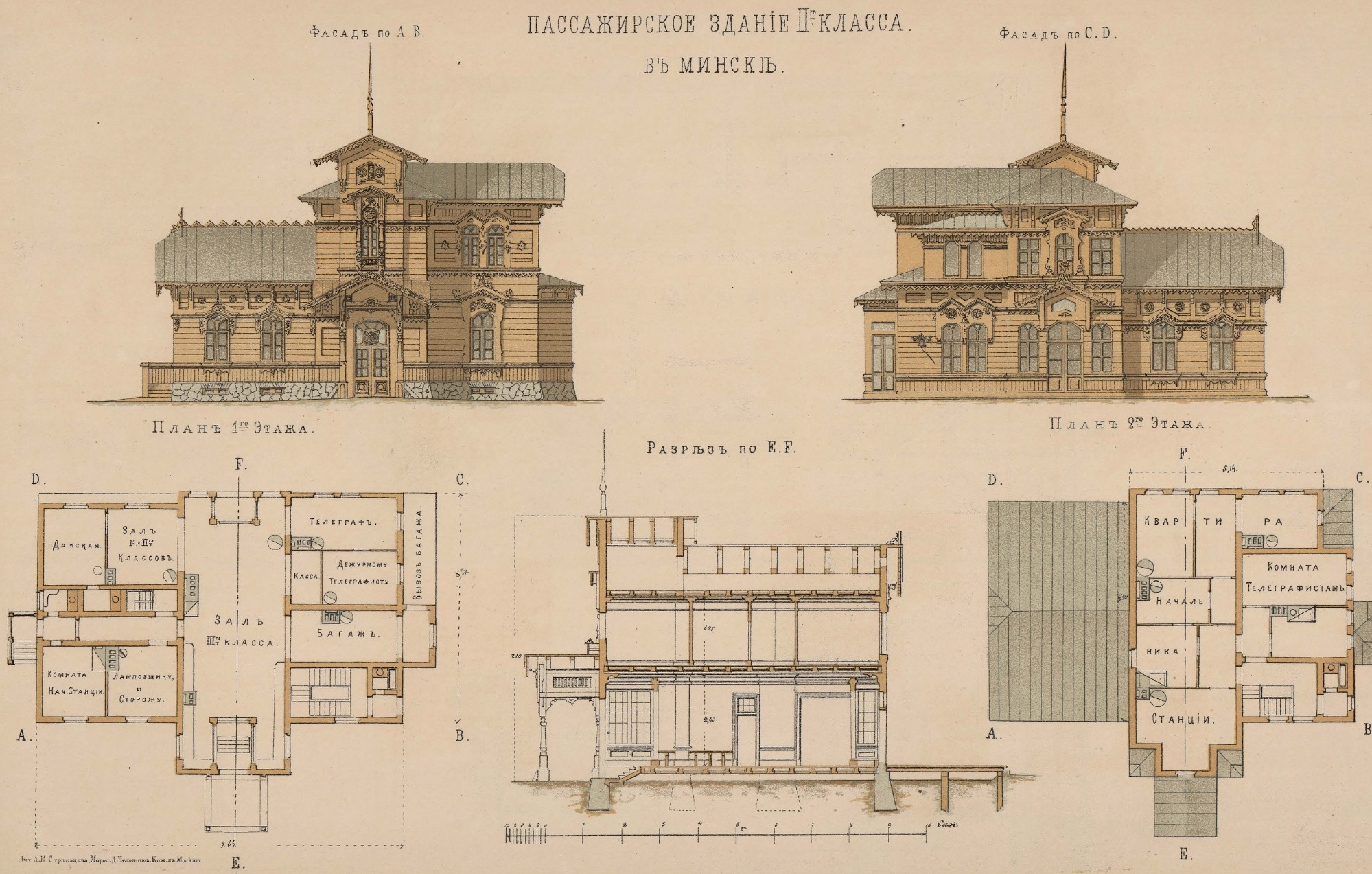
Вокзал станції Мінськ-Пасажирський

1 липня 1896 року Московсько-Берестейська залізниця була викуплена державною скарбницею.

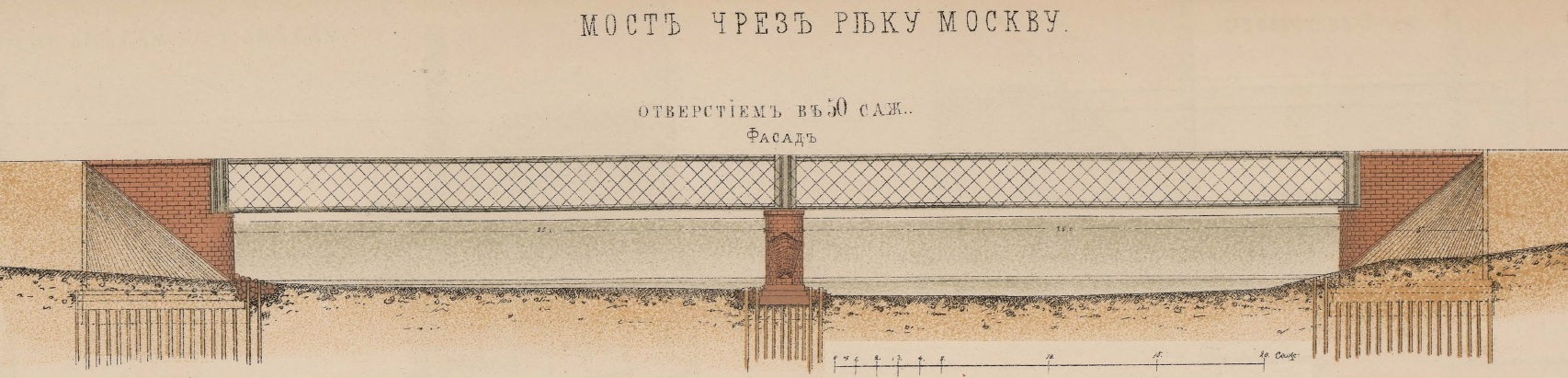
Міст через річку Москва

4 травня 1912 року перейменована в Олександрівську залізницю (на честь імператора у зв'язку зі 100-річчям французько-російської війни 1812 року).
1913 року в районі камер-колезького вала сталася велика пожежа, що супроводжувався кількома сильними вибухами. Згорів газовий завод Олександрівської залізниці. У гасінні пожежі брали участь 4 пожежні команди і 6 паровозів.
У травні 1918 року залізниця передана в введення НКШС.
У серпні 1922 року Олександрівська залізниця та Московсько-Балтійська залізниця були об'єднані в Московсько-Білорусько-Балтійську залізницю.

## Статистика та рухомий склад
У 1910 році на магістралі налічувалось 523 паровози, 629 пасажирських і 6499 вантажних вагонів, перевезено близько 5 млн пасажирів. і 340 млн пудів вантажів; працювала 18 тис. робітників.

## У популярній культурі
Московсько-Берестейська залізниця (Moscow–Brest Railway) відігравала роль у новелі Доктор Живаго письменника і поета Бориса Пастернака.

## Історичні архиви
- РГИА, ф. 446, оп. 26, д. 17. Доклад № 74. 15 сентября 1870 г. «Об открытии 19 сентября движения по железной дороге от Москвы до Смоленска».(рос. дореф.)
- РГИА, ф. 446, оп. 26, д. 19. Доклад № 137. 18 ноября 1871 г. «Об открытии 16 ноября движения по II участку Московско-Брестской ж. д. от Смоленска до Бреста».(рос. дореф.)